# Movimento Amal
Movimento Amal (em árabe: abreviatura de أفواج المقاومة اللبنانية ; transliteração: Afwâj al-Muqâwmat al-Lubnâniyya, ou apenas حركة أمل; transliteração: Harakat Amal, lit. Movimento Amal) é abreviação de Batalhão da Resistência Libanesa, da sigla, em árabe "Amal", que significa "esperança". 

## História
O Amal foi fundado em 1975 como um braço militar do Movimento dos Desertores, um grupo político xiita fundado por Musa al-Sadr um ano antes. Tornou-se uma das mais importantes milícias muçulmanas xiitas durante a Guerra Civil Libanesa. O Movimento Amal cresceu com força com o apoio da Síria, com quem mantém laços até os dias atuais, e de 300 mil refugiados internos xiitas ao sul do Líbano após os bombardeios israelenses no início de 1980. Os objetivos concretos do grupo foram: conquistar um maior respeito para a população xiita no cenário político libanês e obter uma divisão da maior parcela de recursos governamentais para a maioria xiita que vive no sul do país. Após esse conflito, o Amal lutou numa sangrenta batalha contra os seus concidadãos xiitas do grupo Hezbollah pelo controlo de Beirute, que provocou uma intervenção militar síria.  
Com o fim da guerra civil, o Amal foi um grande defensor da presença militar da Síria no Líbano a partir da década de 1990. Depois do assassinato de Rafik Hariri, em 2005, o Amal se opôs à retirada síria e não tomou parte na chamada "Revolução dos Cedros". Desde 1990, o partido tem sido continuamente representado no parlamento e no governo, mas é frequentemente criticado por corrupção entre os seus dirigentes. Um de seus principais quadros políticos é Nabih Berri, eleito presidente do parlamento libanês em 1992, 1996, 2000 e 2005.
Apesar de conflitos no passado, o partido atualmente faz parte de uma aliança com o Hezbollah.

## Resultados eleitorais

### Eleições legislativas
| Data | CI. | Votos   | %            | +/- | Deputados | +/- |
| ---- | --- | ------- | ------------ | --- | --------- | --- |
| 1992 | 4.º | N/D     | 3,9 / 100,0  |     | 17 / 128  |     |
| 1996 | 1.º | N/D     | 6,3 / 100,0  | 2,4 | 21 / 128  | 4   |
| 2000 | 2.º | N/D     | 7,8 / 100,0  | 1,5 | 16 / 128  | 5   |
| 2005 | 5.º | N/D     | 10,9 / 100,0 | 3,1 | 15 / 128  | 1   |
| 2009 | N/D | N/D     | N/D          |     | 14 / 128  | 1   |
| 2018 | 4.º | 210 211 | 11,9 / 100,0 |     | 17 / 128  | 3   |
| 2022 | 3.º | 190 161 | 10,5 / 100,0 | 1,4 | 15 / 128  | 2   |